# Adam de Coster

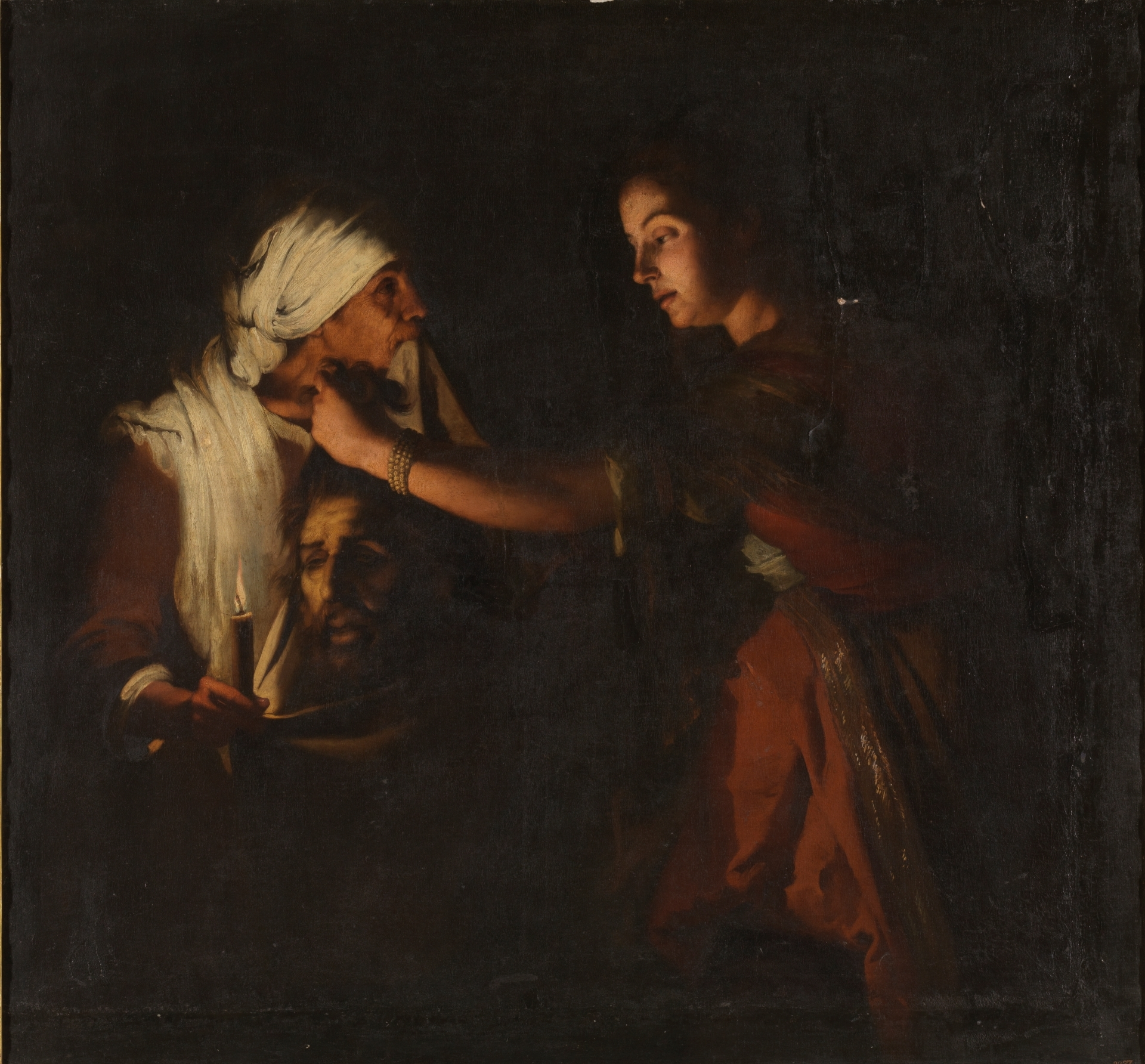
Judit con la cabeza de Holofernes, óleo sobre lienzo, 144 x 155 cm, Madrid, Museo del Prado.

Adam de Coster (Malinas, c. 1586-Amberes, 1643) fue un pintor caravaggista flamenco.
Nacido en Malinas, en 1607 se lo documenta en Amberes, donde fue admitido como maestro en el gremio de San Lucas. No cabe afirmar, a la vista de los escasos datos documentales conservados, que realizase el viaje a Italia que se podría presumir del aparente conocimiento de la pintura de Bartolomeo Manfredi y los caravaggistas lombardos, como Antonio Campi, siendo el primero que en Amberes pintó escenas de género en estilo tenebroso, a base de medias figuras en primer plano iluminadas artificialmente a la luz de las velas.
El corpus de su pintura, formado por un reducido número de obras de género, como el Concierto de Vaduz, o religiosas con un fuerte componente dramático, como la Judit con la cabeza de Holofernes del Museo del Prado, se ha podido establecer gracias a un grabado de Lucas Vorsterman de unos jugadores de backgammon abierto a partir de un dibujo de Coster. La iluminación a la luz de una vela en parte oculta, rasgo común de su obra conocida, justifica que en la Iconografía de Anton van Dyck su retrato fuese acompañado del rótulo Pictor Noctium (Pintor de noches).